# Максвелов дујкер
Максвелов дујкер (лат. Philantomba maxwellii) је врста дујкера. 

## Распрострањење
Ареал Максвеловог дујкера обухвата већи број држава у западној Африци. 
Врста има станиште у Нигерији, Сенегалу, Бенину, Буркини Фасо, Обали Слоноваче, Гани, Гвинеји, Гвинеји Бисао, Либерији, Сијера Леонеу, Тогу и (непотврђено) Малију.

## Станиште
Станишта врсте су шуме, саване и речни екосистеми. 

## Угроженост
Ова врста је наведена као најмање угрожена, јер има широко распрострањење и честа је врста.